# Antonio Maria Borromeo
Antonio Maria Borromeo (Padova, 23 novembre 1666 – Carmignano di Brenta, 24 febbraio 1738) è stato un vescovo cattolico italiano.

## Biografia
Nato a Padova il 23 novembre 1666, figlio del conte Bonifacio, entrò nel 1682 nell'Ordine dei chierici regolari teatini, nel convento di Vicenza. Dopo aver studiato filosofia e teologia, fu ordinato sacerdote a Venezia il 20 novembre 1689 e successivamente inviato a Roma, dove fu segretario del cardinale Giuseppe Maria Tomasi e anche consultore generale e visitatore dei conventi romani.
Durante il suo soggiorno nella Chiesa di San Silvestro al Quirinale, si fece conoscere nell'ambito dell'Accademia degli Arcadi, assumendo il soprannome di Orgalio Perrasiano e distinguendosi come poeta. Dopo il rientro a Padova insegnò filosofia, teologia morale e diritto canonico nel convento di San Simone e Giuda, dove fu anche preposito in due mandati. In questo periodo pubblicò il suo celebre trattato De electione Vocalis inter clericos regulares comitiis generalibus interfuturi quaestiones practicae, un'analisi approfondita delle costituzioni dell'Ordine teatino.
Nel 1711 si distinse anche per il suo interesse per la scienza, pubblicando un'opera sulla epidemia che colpì i bovini in quell'anno: Istoria dell'epidemia de' buoi accaduta l'anno 1711. L'opera, frutto delle sue osservazioni durante una villeggiatura a Sarmeola (attuale frazione di Rubano), gli fece guadagnare l'ammirazione di esperti come il medico Giovanni Maria Lancisi. Allo stesso tempo, le sue ricerche in campo zoologico furono riconosciute e pubblicate nelle Osservazioni ed esperienze intorno all'origine e costumi di varii insetti, opera di Antonio Vallisneri.
Nel 1713 fu incaricato dall'Accademia degli Arcadi di scrivere la biografia del cardinale Tomasi, intitolata Vita del cardinal Tommasi della Congregazione de' cherici regolari detti teatini. Nello stesso anno papa Clemente XI lo nominò vescovo di Capodistria. Fu consacrato a Roma il 3 settembre 1713 per mano del cardinale Pier Marcellino Corradini. Da vescovo si dedicò al rinnovamento della diocesi, rifacendo la cattedrale di San Nazario e ampliando il seminario. Nel 1722 celebrò anche il suo primo sinodo diocesano, il Diæcesana synodus prima iustinopolitana.
Nel 1733, a causa di problemi di salute, rinunciò alla sua carica episcopale e si ritirò nell'abbazia di Santa Maria di Carmignano, che gli era stata destinata da papa Clemente XI già nel 1716. Qui morì nel 1738, lasciando un'importante eredità spirituale, culturale e scientifica.

## Opere
- (LA) De electione vocalis inter Clericos regul. Comitiis generalibus interfuturi quaestiones practicae, Roma, Typis Antonii de Rubeis in Platea Cerensi, 1712.
- Istoria dell'epidemia de buoi accaduta l'anno 1711, Venezia, Giovanni Maria Lancisi, 1712.
- Vita del cardinal Tommasi della Congregazione de’ cherici regolari detti teatini, Venezia, Giacomo Tommasini, 1713.

## Genealogia episcopale
La genealogia episcopale è:
- Cardinale Scipione Rebiba
- Cardinale Giulio Antonio Santori
- Cardinale Girolamo Bernerio, O.P.
- Arcivescovo Galeazzo Sanvitale
- Cardinale Ludovico Ludovisi
- Cardinale Luigi Caetani
- Cardinale Ulderico Carpegna
- Cardinale Paluzzo Paluzzi Altieri degli Albertoni
- Cardinale Gaspare Carpegna
- Cardinale Fabrizio Paolucci
- Cardinale Pier Marcellino Corradini
- Vescovo Antonio Maria Borromeo, C.R.